# Скельнатий потік
Скельнатий потік (словац. Skalnatý potok) — річка в Словаччині, ліва притока річки Попрад, протікає в окрузі Попрад.
Довжина — приблизно 24.2 км. Витік знаходиться в масиві Високі Татри на висоті близько 2350 метрів — (схил гори Ломницький Штит). Протікає Скельнатою долиною — через Скелясте плесо; територією міста Високі Татри (Татранські Малтяри) і села Велика Ломниця) Серед приток — Глибокий потік.
Впадає в Попрад на висоті приблизно 650 метрів.